# Sexuell förökning

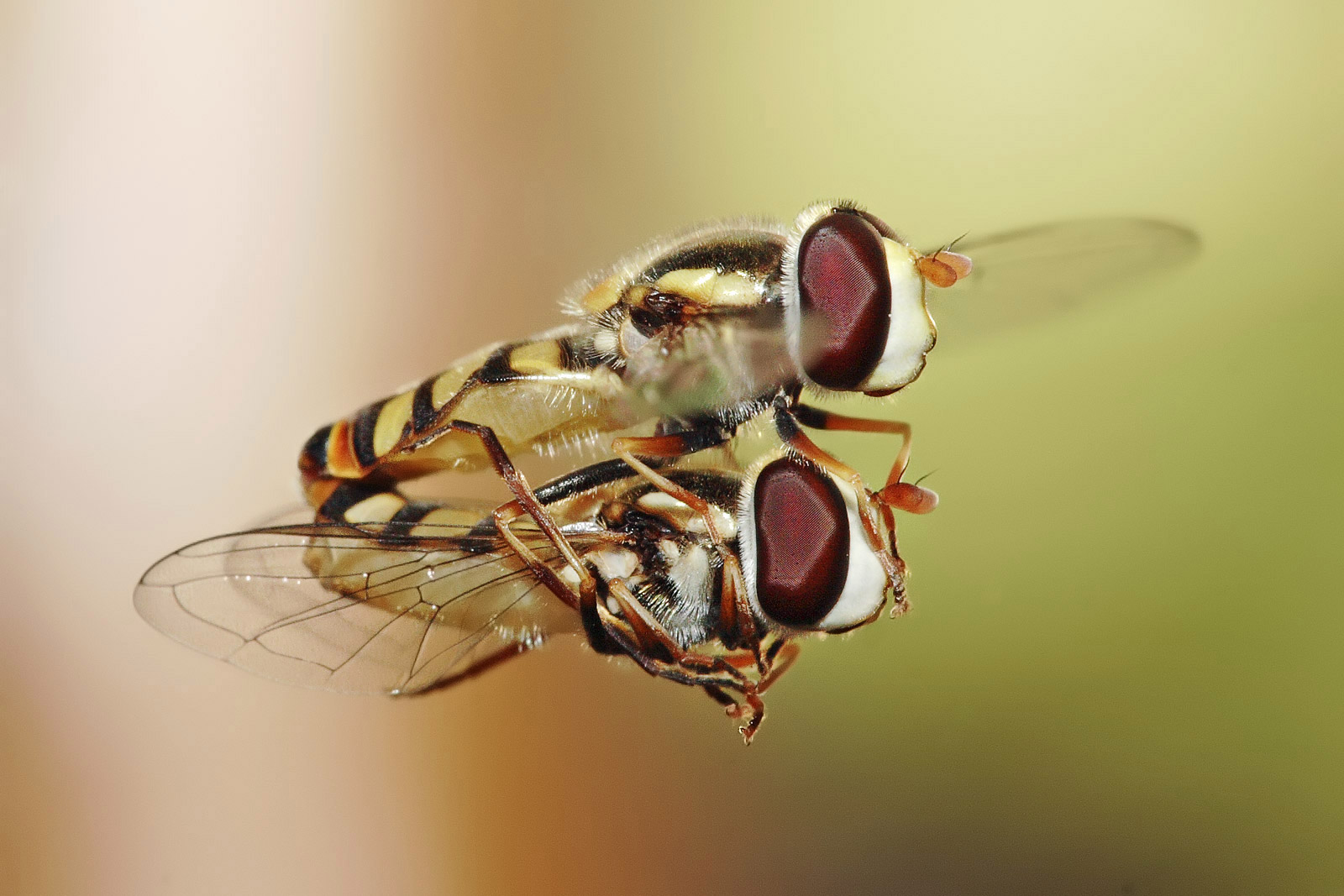
Två flugor parar sig under flygning.

Sexuell förökning eller könlig fortplantning är en livscykel som karakteriseras av växling mellan celler med enkel (haploid) och dubbel (diploid)) kromosomuppsättning. 
Celler med dubbel kromosomuppsättning kan delas upp i celler med enkel kromosomuppsättning i en process som kallas meios. Två celler med enkel kromosomuppsättning kan därefter förena sig till en cell med dubbel kromosomuppsättning i en process som kallas befruktning. 
Hos bland annat nästan alla djur och växter finns det två typer av cell med enkel kromosomuppsättning, hanliga hanliga och honliga. De honliga könscellerna kallas äggceller och är stora och orörliga. De hanliga kallas spermier hos djur, och spermatozoider hos växter och är små och rörliga. Nästan alla organismer som är tillräckligt stora för att ses med blotta ögat har sexuell förökning, även om vissa även kan föröka sig asexuellt. Det finns ett flertal olika system för sexuell förökning. 
Könsceller bildas hos diploida organismer (organismer med dubbel kromosomuppsättning) genom en särskild form av celldelning som benämnes reduktionsdelning eller meios. Den normala kromosomuppsättningen innebär att individen har dubbla upplagor av alla arvsanlag, ärvt från vardera föräldern. I meiosen bildas haploida celler, med enkel kromosomuppsättning. Hos haplonta organismer (organismer med enkel kromosomuppsättning) sker meiosen direkt efter att en zygot har bildats. Könscellerna bildas då direkt från den vuxna individen. Befruktning innebär att den hanliga könscellen för över sitt genetiska innehåll till ägget. Vanligen sker sexuell förökning genom korsbefruktning, vilket innebär att han- och honcell från olika individer smälter samman. Självbefruktning, att en individ kan befrukta sig själv, är ovanligt hos djur men förekommer hos plattmaskar, ledmaskar, och ibland hos daggmaskar. Hos växterna är självbefruktning vanligare, och förekommer bland annat hos en del gräs, korsblommiga växter och blåklockor.
Den sexuella förökningen utvecklades senare i evolutionen än den asexuella. Utvecklingen av sexuell förökning är ett viktigt och förbryllande problem i modern evolutionsbiologi. Många grupper av organismer, framför allt de flesta djur och växter, förökar sig sexuellt. Utvecklingen av sexuell förökning innehåller två närstående, men ändå klart olika teman: dess ursprung och dess vidmakthållande. Men eftersom de befintliga hypoteserna om ursprunget är svåra att testa experimentellt, har det mesta av aktuell forskning varit inriktad på vidmakthållandet av sexuell reproduktion. Flera förklaringar har föreslagits av biologer, inklusive William D. Hamilton, Alexej Kondrasjov, George C. Williams, Harris Bernstein, Carol Bernstein, Michael M. Cox, Frederic A. Hopf och Richard E. Michod att förklara hur sexuell förökning vidmakthålls i ett stort antal olika nu levande organismarter.
De första fossila bevisen på organismer som reproducerade sig sexuellt är på eukaryoter för någonting mellan 1,2 och 1 miljarder år sedan. Dess fördel framför asexuell förökning är möjligheten till korsbefruktning, som ger upphov till individer som är genetiskt olika föräldraorganismerna. Detta ger en större genetisk mångfald, och tillåter arter att förändras snabbare än enbart genom mutationer. Avkommans genuppsättning skiljer sig från föräldraorganismen, eftersom dessa slumpmässigt donerar halva sitt genom till var och en av könscellerna, genom en process som kallas meios. Dessa könsceller med halv genuppsättning möts sedan och smälts samman, för att producera en ny individ med en helt ny genuppsättning.

## Uppkomst
Att förklara uppkomsten av sexuell fortplantning kvarstår som en av evolutionsbiologins svåraste uppgifter och har ägnats stor uppmärksamhet. Det finns ett flertal hypoteser angående hur sexuell fortplantning har uppstått, men det är svårt att stärka dem med experiment.
Sex i betydelsen överföring av arvsmassa mellan individer förekommer hos bakterier och virus. I dessa fall ger det inte upphov till någon ny individ vilket gör att det inte är fråga om fortplantning. Då sex kan reparera skadad arvsmassa och rätta till skadliga mutationer har det framhållits att en form av sex hos RNA-molekyler kan ha uppstått redan mycket tidigt i livets historia.
Denna tes stöds av att RNA-baserade viruspartiklar som infekterat samma cell har visats kunna utbyta arvsmassa med varandra. En möjlig förklaring är att sex uppstod som ett sätt bland encelliga organismer att reparera skadad arvsmassa. Genom att smälta samman med en annan individ som förhoppningsvis hade oskadda anlag kunde trasiga gener repareras. På så vis skulle organismen kunna ha ett litet och snabbkopierat genom och slippa ha reservkopior av gener. 
Hos bakterier kan plasmider påverka sin värdbakterie att konjugera med en annan individ för att sprida sig till andra bakterier. På så vis kan plasmiden sprida sig "horisontellt", det vill säga inte bara till avkomma. En gensekvens som på liknande sätt som plasmiden kan förmå sin värdcell att slå sig samman med en annan cell, med påföljande celldelning, skulle kunna nå stor spridning och samtidigt sprida det sexuella beteendet. Det har föreslagits att cellkärnan ursprungligen varit ett virus som kan ha spridit sig på detta sätt. I så fall skulle eukaryota organismer och sexuell förökning ha ett gemensamt ursprung.

## Bevarandet av sexuell förökning

Den dubbla "kostnaden" för sexuell fortplantning.

Det har också visat sig vara problematiskt att på ett enkelt sätt belägga varför sexuell förökning bevarats och gynnas framför asexuell. Sexuell förökning har vissa fördelar men är också behäftad med många nackdelar, vilket gör att asexuell förökning många gånger borde konkurrera ut den sexuella. Eftersom det naturliga urvalet bara gynnar den individ som har störst framgång för ögonblicket kan evolutionen inte driva fram en egenskap som med tiden kan tänkas bli fördelaktig, om det finns andra varianter med för tillfället bättre anpassning. På så vis räcker inte de långsiktiga fördelarna med sexuell fortplantning för att förklara dess stora utbredning.
Exempelvis är sexuell fortplantning ineffektiv i jämförelse med asexuell, vilket kan illustreras med ett vanligt förekommande teoretiskt exempel: I en sexuell population skulle en hona som genom en mutation får möjlighet att fortplanta sig asexuellt ha en dubbelt så snabb tillväxt som de sexuella honorna, givet samma kullstorlek (se illustration). Hennes avkomma borde på så sätt konkurrera ut deras.
De många nackdelarna med sexuell fortplantning gör att det i dagsläget inte råder någon enighet bland evolutionsbiologer om varför sexuell fortplantning har en sådan stor utbredning. Forskarvärlden vill gärna ha en enkel förklaring, men det är möjligt att en sådan inte finns.

### Nackdelar
- Eftersom det krävs två individer för att få avkomma blir själva fortplantningen ineffektiv i jämförelse med asexuell fortplantning. Hos asexuella organismer kan alla få avkomma, vilket ger snabbare ökning i antal.[1][6]

- Det går åt tid och energi att hitta en partner. Detta är ett särskilt stort problem för fastsittande organismer, exempelvis landväxter, vissa musslor och liknande.[1]

- Det går åt tid och energi att välja partner och till uppvaktning. Det kan också vara förknippat med en ökad risk att bli uppäten av rovdjur. Många djur lägger också energi på att utveckla speciella och kostsamma utseenden. Ett exempel är påfågelhannars fjäderdräkt.[1]

- Själva rekombinationen leder till att en bra genkombination kan bli uppbruten och att avkomman får sämre förutsättningar än sin förälder (och dessa har ju bevisligen lyckats fortplanta sig).[1]

- Sex innebär en risk för spridning av skadliga arvsanlag, inte enbart vid sexuell förökning utan exempelvis också mellan bakterier.[1]

### Fördelar
- Ett fördelaktigt anlag kan "befrias" från ett sämre anlag genom rekombination. I dessa fall ärver avkomman bara det fördelaktiga anlaget.[1]

- Skadade anlag kan repareras genom rekombination.[4][1]

- Evolutionen går "fortare". Variation i arvsmassan uppstår fortare än genom mutation, och det är denna variation som naturligt urval kan verkar på.[1]

- Flera bra anlag kan sammanföras i en individ utan att de behöver uppstå genom mutation i en och samma individ.[1]

- Helt nya genkombinationer kan bildas, vilka kan vara fördelaktiga i försvar mot parasiter och sjukdomar som specialiserat sig på de vanligaste genkombinationerna.[1]

## Kön
Kön är en följd av sexuell förökning och grundar sig på könscellernas egenskaper. I de fall då könsceller antingen är stora (ägg) eller små (spermier) är definitionsmässigt den individ som bildar stora hona och den som bildar små hanne. Detta anses vara ett evolutionärt sett senare stadium som utvecklats ur könsceller av lika storlek, så kallad isogami (det kan diskuteras om dessa skall benämnas könsceller. Inom biologin omnämns de vanligen med den engelska beteckningen mating types.) Vid isogami skiljer sig inte cellerna synbart åt, men det är vanligt att de är olika rent genetiskt. Då de är av två olika sorter kan de benämnas exempelvis + och - eller A och a. Två celler av samma sort kan inte befrukta varandra, vilket anses vara en anpassning för att motverka självbefruktning. Det finns även exempel på organismer som har betydligt fler varianter än två. En möjlig förklaring kan vara att en ny, ovanlig sorts könscell, som skiljer sig från de tidigare varianterna, skulle kunna befrukta alla andra sorter och på så sätt vara mindre begränsad. Så snart varianten blivit vanlig skulle samma mekanism kunna främja utvecklandet av nya varianter.
Utvecklingen kan också gå åt motsatt håll, vilket skett hos organismer med han- och honkön. Hanliga och honliga könsceller är varandras motpoler där ägget är stort och utan förmåga att förflytta sig medan hanliga celler är små och rörliga. Utvecklingen av ägget kan förklaras med att en stor cell kan lagra mer energi, vilket ökar överlevnadsförmågan för den nya zygoten (den cell som de två könscellerna smälter samman till). Med storleken ökar också energiåtgången vid rörelse, varför det blir kostsamt (ur en biologisk synvinkel) att satsa på både storlek och rörlighet. En rörlig cell kan snabbare hitta fram till en lämplig könscell av motsatt typ. Med avseende på förflyttningen kan den med fördel vara liten. Optimeringsmodeller har visat att specialisering med ett stort, orörligt ägg samt en liten, rörlig spermie är den bästa fördelningen av resurser, givet vissa förutsättningar. Mindre specialiserade mellanting kommer att ha sämre fortplantningsframgång och med tiden konkurreras ut.

## Encelliga organismer
Många protister och encelliga svampar har sexuell förökning. Två celler smälter ihop och bildar en zygot. Sedan kombineras de två organismernas gener ihop på ett nytt sätt, och efter ett vilstadium delar sig cellen och nya individer bildas.

## Konjugation
Hos en del grönalger, exempelvis hos spiralbandsalgen (Spirogyria) överförs hela det genetiska innehållet från en cell till en annan via en särskild kanal som bildas för ändamålet, konjugationskanalen. Detta kallas konjugation, men ska inte förväxlas med konjugation hos bakterier, då en mindre mängd DNA förs över mellan två bakterier via särskilda pili. Visserligen blandas här individers DNA, men det är inte frågan om någon reproduktiv mekanism och bakteriell konjugation är således inte något fall av sexuell förökning.

## Växter

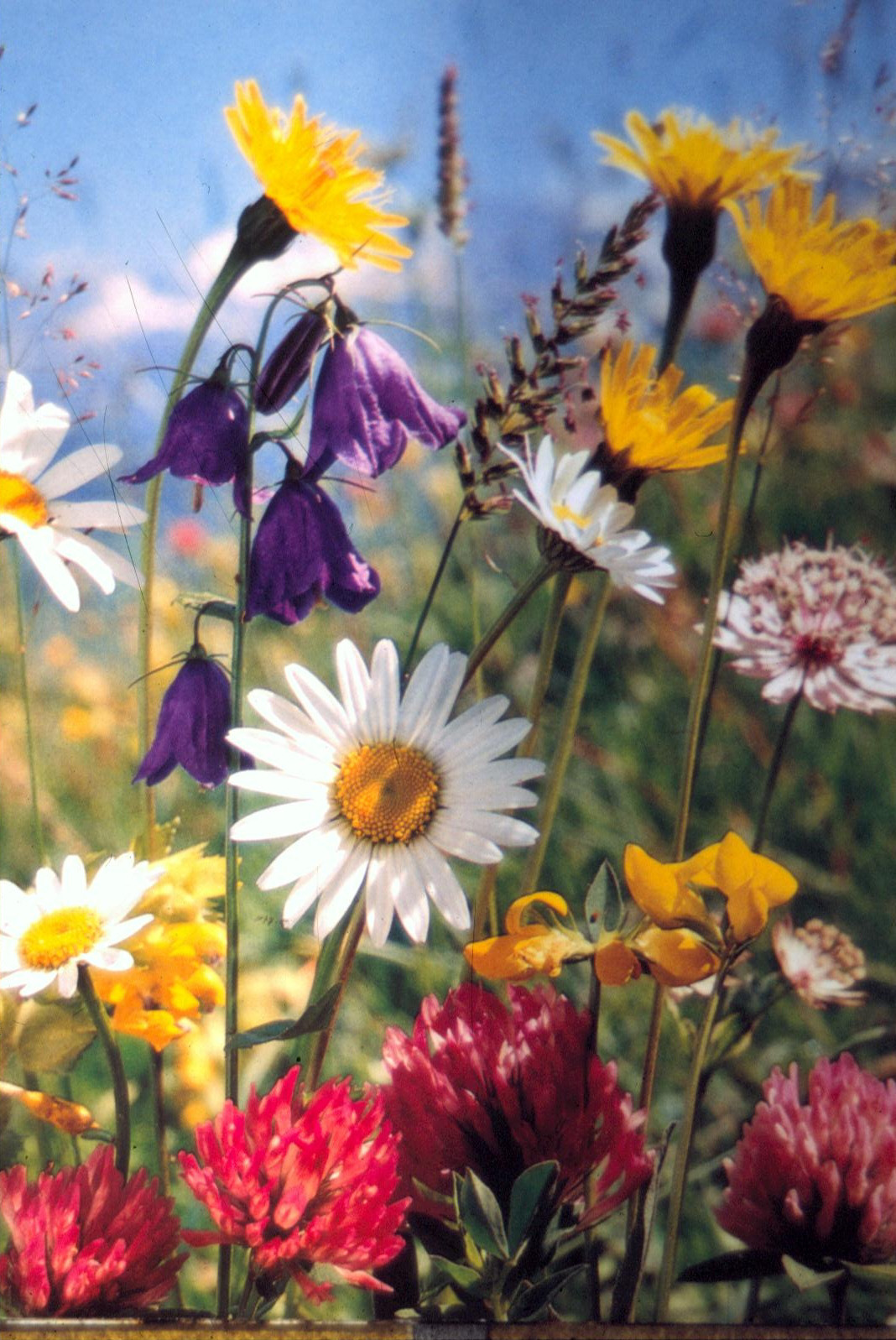
Blommor är den sexuella reproduktionsmekanismen för vissa växter.

### Generationsväxling
Hos de flesta växter, både kryptogamer och fanerogamer, förekommer generationsväxling. Detta innebär att organismen generationsvis växlar mellan två typer av organismer, en haploid med enkel genuppsättning, och en diploid med dubbel. Även vissa djur, exempelvis nässeldjuren, fungerar på detta sätt. Hos växter kallas organismerna i dessa två generationer för gametofyter och sporofyter. Gametofyten är den haploida eller könliga generationen. Den bildar haploida könsceller, som sammansmälter två och två för att bilda en diploid könlös organism, sporofyten. Sporofyten bildar sedan haploida sporer, som ger upphov till en ny gametofyt.
I allmänhet är en av generationerna det dominerande stadiet. Hos mossa utgörs själva mossplantan av den haploida, könliga gamofytgenerationen medan den könlösa diploida generationen består av en sporkapsel på skaft, som lever som en parasit på själva mossplantan. Hos ormbunksväxterna däremot, utgörs själva plantan - ormbunken, fräken- eller lummerplantan - av sporofyten, och gamofytstadiet är mycket litet och oansenligt. 
Hos fanerogamerna dominerar det könlösa sporofytstadiet helt, och den könliga generationen, gamofyten, är tillbakabildad till rena könsceller. Generationsväxlingen är därmed inte lika tydlig.

### Blommande växter
Vissa blommande växter har hanliga och honliga individer, men de flesta har hanliga och honliga könsorgan i samma blomma. Pistillen är det honliga organ som är placerad i blommans mitt rakt ovanför blommans fruktämne vari finns många fröämnen. Pistillen omges av en krans av ståndare i vars ståndarknappar det bildas mikrosporer, som omvandlas till pollenkorn. Dessa bärs på olika sätt, exempelvis genom pollinerande insekter eller med vinden, till pistillens övre del, märket. Från märket växer kanaler, pollenslangar, ner till fröämnena. Härifrån bildas frön, som utvecklas till nya plantor.

## Djur

### Fiskar och groddjur
De flesta landdjur har inre befruktning, där hanens sädesceller förs in i honan och där smälter samman med ägget. Fiskar och många andra vattenlevande djur har däremot yttre befruktning. Honan lägger obefruktade ägg som kallas rom, varpå hanen befruktar rommen med sin mjölke. Även vissa delvis vattenlevande djur, som grodor, har yttre befruktning

### Fåglar

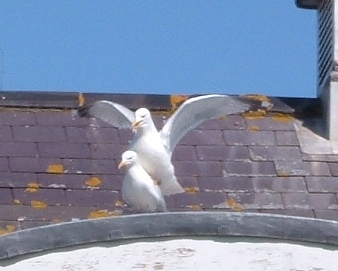
Två fåglar parar sig.

Fåglar har en gemensam anal- och könsöppning, som kallas kloak. Vid befruktningen gnuggar hane och hona sina kloaker mot varandra. Honan lägger sedan ägg, oftast ett flertal.

### Däggdjur
Hos däggdjuren är de viktigaste honliga organen vad gäller förökningen dels äggstockarna, där äggen produceras, och dels livmodern där fostret växer till och slidan där spermierna kommer in, och där barnet föds ut. Hannarnas viktigaste organ är testiklarna, som producerar de hanliga könscellerna, spermierna, och dels ett organ kallat penis med vars hjälp spermierna förs in i honan där de kan sammansmälta med ägget för att bilda en diploid zygot. Fostret utvecklas sedan under en graviditet så att det föds som en relativt färdig individ. Några undantag hos däggdjuren nämns nedan.

## Svampar
I svampriket förekommer såväl sexuell som asexuell fortplantning. Svamparter kan ha upp till fyra kön i kontrast till människans två. Kön hos svampar jämställs inte alltid med kön hos djur och växter och kallas då istället parningstyper. Hos svampar med mycel och fruktkroppar gäller att om två hyfer (celltrådar) med olika könsegenskaper, det vill säga av olika parningstyp möts, kan de sammansmälta varvid utbyte av genetiskt material äger rum och ger upphov till en fruktkropp. Fruktkroppen tränger sedan fram och sprider sporer med den nya genkombination som uppstått och härur föds nya mycel.